# Zelenecká Lhota
Zelenecká Lhota là một làng thuộc huyện Jičín, vùng Královéhradecký, Cộng hòa Séc.